# PanSa East FC
PanSa East FC là một câu lạc bộ bóng đá Samoa thuộc Mỹ thi đấu ở Giải bóng đá vô địch quốc gia Samoa thuộc Mỹ. PanSa có 4 lần vô địch giải quốc nội, (hiện tại gọi là Giải bóng đá vô địch quốc gia Samoa thuộc Mỹ) trở thành đội bóng thành công nhất ở Samoa thuộc Mỹ cùng với Pago Youth FC. Tuy nhiên, đội bóng không thể giữ nguyên thành công trong những năm sau đó, khi chỉ về đích thứ tư ở cả hai mùa giải 2008 và 2009 cùng với việc rơi xuống vị trí thứ năm mùa giải 2010.

## Danh hiệu
- Giải bóng đá vô địch quốc gia Samoa thuộc Mỹ (4):

2000, 2001, 2002, 2005
 Danh hiệu mùa giải 2000 được chia với Wild Wild West.

## Đội hình hiện tại
Ghi chú: Quốc kỳ chỉ đội tuyển quốc gia được xác định rõ trong điều lệ tư cách FIFA. Các cầu thủ có thể giữ hơn một quốc tịch ngoài FIFA.
| Số | VT | Quốc gia       | Cầu thủ              |
| -- | -- | -------------- | -------------------- |
| —  | TM | Samoa thuộc Mỹ | Sam Maloata          |
| —  | HV | Samoa          | Iosefa Maposua       |
| —  | HV | Samoa thuộc Mỹ | Alexander Victor     |
| —  | HV | Samoa thuộc Mỹ | Pesamino Victor      |
| —  | HV | Samoa thuộc Mỹ | Travis Pita Sinapati |

| Số | VT | Quốc gia       | Cầu thủ                 |
| -- | -- | -------------- | ----------------------- |
| —  | TV | Samoa thuộc Mỹ | Terence Sinapati        |
| —  | TĐ | Samoa thuộc Mỹ | Ismael D'Angelo Herrera |
| —  |    | Samoa thuộc Mỹ | Jason Kuresa            |
| —  |    | Samoa thuộc Mỹ | Desmond Tu'upule        |

## Thành tích ở các giải đấu

### Giải bóng đá vô địch các câu lạc bộ châu Đại Dương 2000-01
PanSa East giành quyền tham gia giải đấu tổ chức Port Moresby, Papua New Guinea bằng việc vô địch giải quốc nội. Đội vô địch giải sẽ đại diện châu Đại Dương tham dự Giải bóng đá Cúp câu lạc bộ thế giới 2001, cho đến khi giải đấu bị hủy bỏ.

PanSa đá ở "Bảng B", bao gồm các đội Tafea FC từ Vanuatu, AS Venus từ Polynésie thuộc Pháp, Titavi FC từ Samoa và Tupapa FC từ Quần đảo Cook. Không may, PanSa thua ở cả bốn trận và xếp cuối bảng. Tuy nhiên, điều này không chứng tỏ toàn bộ sự thật của giải đấu. Thực tế là, PanSa có một khởi đầu tốt, khi hòa 1-1 trước AS Venus và đánh bại Tupapa FC 4-0. Tuy nhiên, Ủy ban Kỷ luật OFC đã phạt 7 trên 18 cầu thủ không hợp lệ, và bởi vì các cầu thủ không hợp lệ ra sân ở các trận đấu với Venus và Tupapa, nên đối thủ của họ đều được xử thắng 2-0. Sau trận đấu đó, PanSa bỏ giải, không giành điểm trong trận đấu cuối với Titavi, nên điểm cũng được dành cho đối thủ của PanSa.

### Cúp bóng đá Samoa 2002
Cúp bóng đá 2002 bao gồm các đội vô địch từ Samoa thuộc Mỹ và Tây Samoa, và các đội bóng khách mời trong vùng châu Đại Dương, gồm cả Fiji Flyers từ New Zealand. PanSa vào chung kết khi gặp Lepea FC của Samoa. Lepea được xử thắng khi PanSa bị loại chỉ vài phút trước khi trận đấu bắt đầu do có 5 cầu thủ không hợp lệ và không được đăng ký với Hiệp hội bóng đá Samoa thuộc Mỹ.

### Official Championship 2002
PanSa là đội vô địch của "Official Championship" của Samoa thuộc Mỹ sau khi 14 đội phản đối ASFA và thành lập một  "giải bóng đá ly khai" của họ. PanSa giành chức vô địch, chỉ thua một trận và về đích với 8 điểm nhiều hơn đội xếp sau, Utulei. Chức vô địch này là lần thứ 3 liên tiếp của PanSa, một kì tích ấn tượng đối với bất cứ cấp độ bóng đá nào.

### Youth Summer League 2004
Các cầu thủ 18 đến 20 tuổi của PanSa vào đến chung kết, được diễn ra giữa mùa giải 2003 và 2004-05. Trận chung kết diễn ra vào ngày 31 tháng Tám giữa PanSa và Pago United. Sau 90 phút hai đội hòa nhau 1-1, sau khi hiệp phụ không thể phân định thắng bại thì Pago United giành chức vô địch với chiến thắng 2-1 trong loạt sút luân lưu.

### Giải bóng đá vô địch quốc gia Samoa thuộc Mỹ 2004-05
Sau khi xếp thứ hai trong bảng đấu, PanSa vào vòng đấu vòng tròn bao gồm hai đội xếp hạng cao nhất mỗi bảng. Sau khi cũng nằm ở tốp hai đội cao nhất, PanSa vào trận chung kết, diễn ra ngày 12 tháng Hai với đội Konica. PanSa giành chiến thắng 1-0 để giành danh hiệu thứ 4.

### Giải bóng đá vô địch quốc gia Samoa thuộc Mỹ 2007
| Thứ hạng | Đội                   | Số trận | Thắng | Hòa | Thua | Điểm |
| -------- | --------------------- | ------- | ----- | --- | ---- | ---- |
| 1        | Tafuno Jets           | 7       | 5     | 2   | 0    | 17   |
| 2        | Pago Eagles           | 7       | 5     | 1   | 1    | 16   |
| 3        | PanSa East            | 7       | 4     | 1   | 2    | 13   |
| 4        | Utulei Youth          | 7       | 4     | 1   | 2    | 13   |
| 5        | Konica Airbase        | 7       | 4     | 1   | 2    | 13   |
| 6        | Ilaoa & Toomata       | 7       | 2     | 0   | 5    | 6    |
| 7        | Autali Misasa Katolik | 7       | 1     | 0   | 6    | 3    |
| 8        | Aua Old School        | 7       | 0     | 0   | 7    | 0    |

PanSa, Utulei Youth và Konica Airbase đều xếp thứ 3 trong mùa giải chiến đấu cam go. Nếu PanSa nằm ở tốp hai đội xuất sắc nhất ở "Bảng 2", họ đã vào được bán kết, nhưng rút cuộc câu lạc bộ bị thiếu 3 điểm. Kết quả đáng chú ý bao gồm trận thắng đậm 7-0 trên sân khác trước Autali Misasa Katolik và trận thắng không tưởng 15-2 trên sân khách trước đội xuống hạng Aua Old School ở vòng đầu tiên. Mọi thứ không diễn ra tốt hơn với Old School, đội thua tất cả các trận trong bảng.

### Giải bóng đá vô địch quốc gia Samoa thuộc Mỹ  2008
| Thứ hạng | Đội             | Số trận | Thắng | Hòa | Thua | Điểm |
| -------- | --------------- | ------- | ----- | --- | ---- | ---- |
| 1        | Pago Youth      | 12      | 11    | 1   | 0    | 34   |
| 2        | Black Roses     | 12      | 10    | 0   | 2    | 30   |
| 3        | Renegades       | 12      | 10    | 0   | 2    | 30   |
| 4        | PanSa East      | 12      | 8     | 0   | 4    | 24   |
| 5        | Tafuna Jets     | 12      | 8     | 0   | 4    | 24   |
| 6        | Lion Hearts     | 12      | 7     | 2   | 3    | 23   |
| 7        | Fagasa Youth    | 12      | 5     | 2   | 5    | 17   |
| 8        | Fagatogo        | 12      | 5     | 0   | 7    | 15   |
| 9        | Green Bay       | 12      | 4     | 1   | 7    | 13   |
| 10       | FC SKBU         | 12      | 3     | 0   | 9    | 9    |
| 11       | Peace Brothers  | 12      | 2     | 1   | 9    | 7    |
| 12       | Ilaoa & Toomata | 12      | 1     | 1   | 10   | 4    |
| 13       | Utulei Youth    | 12      | 0     | 0   | 12   | 0    |

NB: Utulei Youth bị loại 
PanSa East xếp hạng thứ 4 mặc dù thua 2 trận đầu tiên của mùa giải. Tuy nhiên sau đó câu lạc bộ thắng 4 trong 5 trận tiếp theo. PanSa đánh bại FC SKBU 12-2 ở vòng 8, nhờ cú hat-trick của Jeremy Adams và Lole Tanuvasa, và cũng đánh bại Peace Brother 9-0 (nhờ công của Jeremy Adams và Epa Hunt)  và Fagatogo 6-2 trong mùa giải mà cũng chứng kiến đội á quân Black Roses hủy diệt Ilaoa & Toomata 20-0.

### Giải bóng đá vô địch quốc gia Samoa thuộc Mỹ 2009
| Thứ hạng | Đội             | Số trận | Thắng | Hòa | Thua | Điểm |
| -------- | --------------- | ------- | ----- | --- | ---- | ---- |
| 1        | Black Roses     | 7       | 6     | 0   | 1    | 18   |
| 2        | Ilaoa & Toomata | 7       | 6     | 0   | 1    | 18   |
| 3        | Pago Youth A    | 7       | 5     | 0   | 2    | 15   |
| 4        | PanSa East      | 7       | 4     | 1   | 2    | 13   |
| 5        | Fagasa Youth    | 7       | 4     | 0   | 3    | 12   |
| 6        | Tafuna Jets     | 7       | 3     | 1   | 3    | 10   |
| 7        | FC SKBC         | 7       | 3     | 0   | 4    | 9    |
| 8        | Green Bay       | 7       | 1     | 0   | 6    | 3    |
| 9        | Utulei Youth    | 7       | 1     | 0   | 6    | 3    |
| 10       | Pago Youth B    | 7       | 1     | 0   | 6    | 3    |

PanSa tiếp tục về đích thứ 4 trong năm thứ hai liên tiếp trong một mùa giải khó khăn. Bốn trận thắng của đội bao gồm trận thắng sân khách 1-4 trước Pago Youth B và 2-1 trước đội vô địch Black Roses, đây cũng là trận thua duy nhất của Roses trong suốt mùa giải. PanSa không từ bỏ trận thắng sau khi đội trưởng Avele Lalogafuafua bị truất quyền thi đấu sau gần 30 phút, với việc thủ môn PanSa Sam Maloata đã thi đấu tốt.
Mùa giải đã bị gián đoạn do trận sóng thần ở Samoa thuộc Mỹ  và ảnh hưởng các vùng có một số đội bóng đang thi đấu.

### Giải bóng đá vô địch quốc gia Samoa thuộc Mỹ 2010
| Thứ hạng | Đội             | Số trận | Thắng | Hòa | Thua | Điểm |
| -------- | --------------- | ------- | ----- | --- | ---- | ---- |
| 1        | Pago Youth A    | 7       | 7     | 0   | 0    | 21   |
| 2        | Vailoatai Youth | 7       | 5     | 1   | 1    | 16   |
| 3        | FC SKBC         | 7       | 4     | 2   | 1    | 14   |
| 4        | Lion Heart      | 6       | 3     | 1   | 2    | 10   |
| 5        | PanSa East      | 6       | 2     | 0   | 4    | 6    |
| 6        | Lauli'i         | 6       | 2     | 0   | 4    | 6    |
| 7        | Green Bay       | 7       | 0     | 1   | 6    | 1    |
| 8        | Tafuna Jets B   | 6       | 0     | 1   | 5    | 1    |

PanSa East nằm ở "Bảng B", nhưng không thể khắc phục thành tích xếp thứ 4 ở mùa giải trước, cho dù giải đấu có ít đội bóng hơn. PanSa thua 5-0 trong trận mở màn mùa giải trước đội sau này vô địch Pago Youth A, nhưng đã giành chiến thắng 7-1 trên sân khách trước Green Bay. PanSa đánh bại Lauli'i 4-0 trong ngày thi đấu áp chót của mùa giải để bảo toàn vị trí thứ 5 trước các đối thủ khác, với việc Tito Tuimaseve làm cú đúp. Tuy nhiên, PanSa không đá trận cuối cùng với Tafuna Jets B vì Tafuna không thể vào vòng đấu loại trực tiếp ngay cả khi họ thắng.
Với việc nằm trong tốp 6 đội xuất sắc nhất, PanSa vào vòng đấu loại trực tiếp, nhưng bị loại bởi Lion Heart FC ở vòng sơ loại.

### President's Cup 2010
Bảng dưới chỉ ra thành tích của PanSa tại President's Cup, nơi họ vào đến bán kết và không may thi đấu ở sân khách trong cả ba trận. Nissan Penitusi và D'Angelo Herrera ghi bàn cho PanSa trong trận đấu vòng Một trước Tafuna Jets A, trong khi So'oga Fasia và một bàn phản lưới nhà đã giúp đội bóng có chiến thắng 4-1 trước Green Bay ở vòng tứ kết.
Đối thủ của PanSa tại bán kết, Vailoatai Youth, vào chung kết khi giành chiến thắng 3-2 trước Lion Heart sau hiệp phụ.
| Vòng     | Đối thủ             | Kết quả |
| -------- | ------------------- | ------- |
| Vòng Một | Tafuna Jets A (a)   | T 1-2   |
| Tứ kết   | Green Bay (a)       | T 1-4   |
| Bán kết  | Vailoatai Youth (a) | B 3-1   |

Từ khóa: (a) = trận đấu trên sân khách, T = PanSa thắng, B = PanSa thua

### Giải bóng đá vô địch quốc gia Samoa thuộc Mỹ 2012
Sự thay đổi ở hệ thống giải được giới thiệu bởi FFAS tháng 8 năm 2012 – bao gồm hệ thống lên xuống hạng – có nghĩa rằng PanSa khởi đầu mùa giải 2012 ở giải hạng nhì lần đầu tiên trong lịch sử. Câu lạc bộ sau đó được chấp thuận là một trong tám đội thi đấu ở hạng hai bởi Liên đoàn bóng đá châu Đại Dương ngày 10 tháng Tams 2012. Đội bóng khởi đầu rất tốt ở mùa giải 2012 với chiến thắng mở màne 4-0 trước Ilaoa & To'omata ngày 11 tháng 8 năm 2012.

## Đội bóng đá nữ
PanSa cũng có một đội bóng dành cho nữ. Câu lạc bộ xếp thứ hai ở Women's National League 2009, với 13 điểm sau 5 trận. Họ bám theo Black Roses, đội thắng tất cả các trận. Mùa giải kéo dài được 7 vòng đấu thì bị hủy bỏ do đợt sóng thần ảnh hưởng đến sân đấu của các câu lạc bộ ví dụ như PanSa, và một số nhà của các thủ bị hư hại. 
Kết quả của PanSa mùa giải 2009 bao gồm trận thắng 19-0 trước Lion Heart ở vòng Hai và trận thắng 5-1 trước Ilaoa & Toomata và Green Bay ở vòng Bốn và vòng Năm.
Đội nữ PanSa là đương kim vô địch bước vào giải National League 2009 khi vô địch năm 2008  với một trận chưa đá.
Tuy nhiên, mùa giải 2010 không diễn ra thành công cho đội nữ PanSa khi đội bóng xếp thứ 7 chung cuộc và chỉ còn 2 trận chưa đá, và kết thúc ở vị trí thứ 8 thất vọng. Đội bóng xếp thứ 4 ở Bảng A năm 2011 và có 9 điểm. Vì nằm trong 4 đội xuất sắc nhất, PanSa khó khăn để giành quyền tham gia giải hạng nhất mùa giải tới.
Tháng Năm 2012 một đội nữ PanSa vào thi đấu giải 5 người FFAS. Đội bóng thua ở trận đầu tiên diễn ra vào ngày 12 tháng Năm, 13–5 trước Jets, chịu thua 2–1 trước Pago Youth ở trận đấu thứ 2.

### Kết quả 2010
| Đối thủ       | Kết quả |
| ------------- | ------- |
| Black Roses   | B 7-1   |
| Pago Youth    | H 2-2   |
| Tafuna Jets   | B 4-1   |
| Kiwi Soccers  | T 3-1   |
| Fagatogo Blue | T 3-0   |
| Utulei Youth  | B 3-0   |

Tứ khóa: T = PanSa thắng, H = PanSa hòa, B = PanSa thua
NB: PanSa 3-0 Fagatogo Blue là trận đấu được bỏ qua

### Danh hiệu
- Giải nữ Quốc gia 2008 – vô địch